# المعينة (الرياشية)

تعديل مصدري - تعديل

المعينة هي إحدى قرى عزلة ثمن الرياشية بمديرية الرياشية التابعة لمحافظة البيضاء، بلغ تعداد سكانها 165 نسمة حسب تعداد اليمن لعام 2004.